# Ravages (Orbital)
Pour les articles homonymes, voir Ravage.
Ravages est le quatrième album du second cycle de la série de science-fiction Orbital constituée de diptyques, dessiné par Serge Pellé et écrit par Sylvain Runberg, sortira en octobre 2010 par les éditions Dupuis dans la collection Grand Public.

## Voir